# Rosanna Carteri
Rosanna Carteri   (Verona, 14 de desembre de 1930 - Montecarlo, 25 d'octubre de 2020) va ser una soprano italiana, activa principalment durant les dècades del 1950 i 1960.
Després del seu debut amb 19 anys en l'òpera Lohengrin, va ostentar diversos papers protagonistes a nivell internacional, particularment a la Scala de Milà. Va interpretar els papers de Mimi de La Bohème a San Francisco i Desdemona d'Otello o Violeta de La traviata a l'Òpera de París, entre d'altres. També va participar en creacions contemporànies amb directors com Ildebrando Pizzetti, Juan José Castro o Mario Castelnuovo-Tedesco i va gravar diverses produccions televisives per la Rai.
Va retirar-se dels escenaris a mitjans de la dècada de 1960, amb poc més de 30 anys. Va morir a Montecarlo el 2020, amb 89 anys.